# Zephyrus Fossae

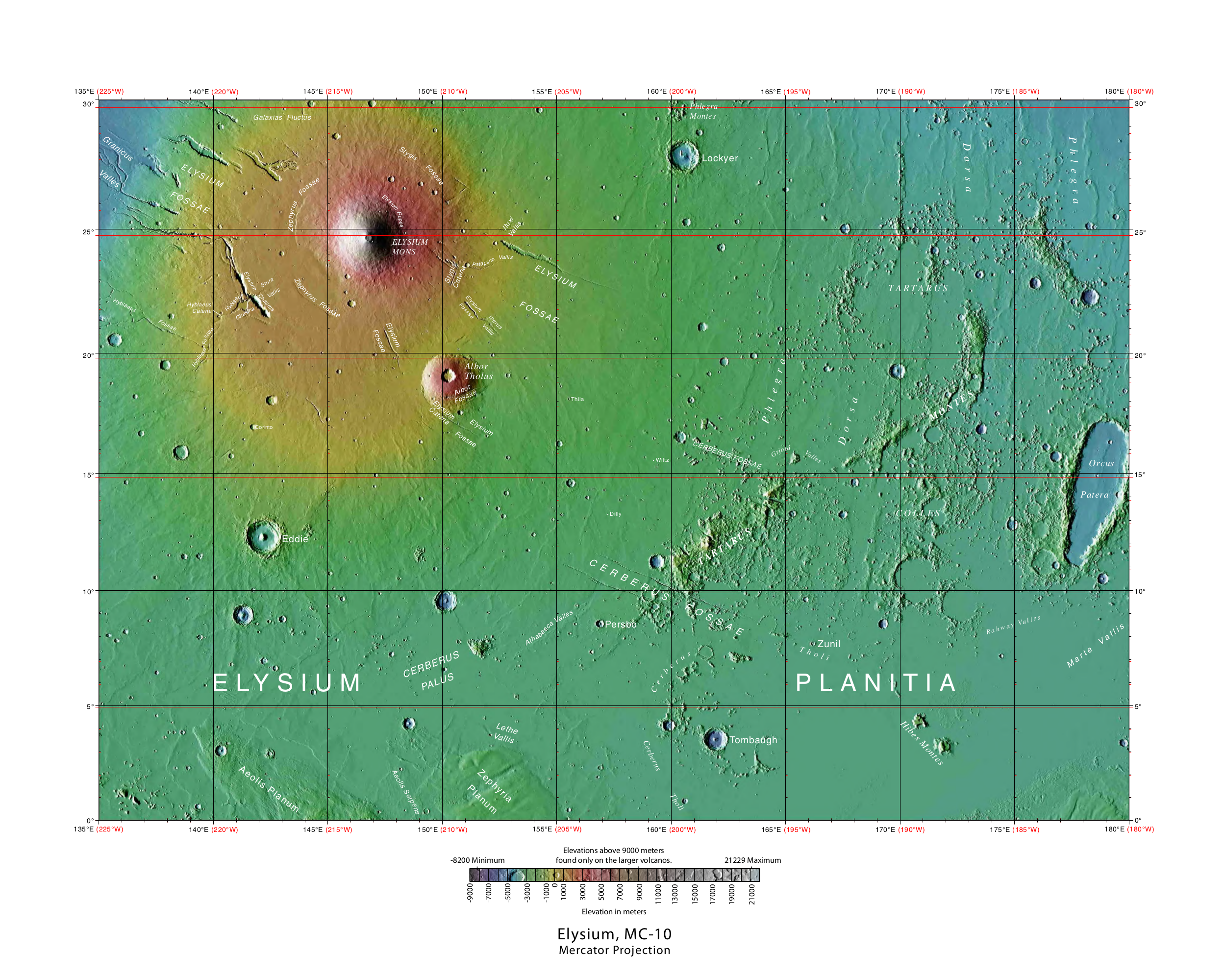
Mapa topogràfic de la superfície de Mart on es localitza la Zephyrus Fossae.

Zephyrus Fossae és una estructura geològica del tipus fossa a la superfície de Mart, situada amb el sistema de coordenades planetocèntriques a 26.48 ° de latitud N i 145.8 ° ° de longitud E. Fa 306.19 km de diàmetre. El nom va ser fet oficial per la UAI l'any 1985 i pren el nom d'una característica d'albedo.